# Ban Phone
Ban Phone is een plaats in Laos en is de hoofdplaats van de provincie Sekong.
Ban Phone telt ongeveer 5000 inwoners.